# Very Important Person
Very Important Person (VIP) (din engleză - o persoană foarte importantă) este o persoană careia i-se acordă privilegii datorită statutului său sau al importanței sale sociale.
Exemplele includ celebritați, șefi de stat/șefi de guvern, angajatori importanți, politicieni, ofițeri de înalt nivel corporativ, persoane înstărite, sau orice alte persoane notabile care beneficiază de un tratament special pentru un motiv oarecare. În unele cazuri, cum ar fi bilete la evenimente, VIP poate fi folosit ca un titlu într-un mod similar cu premium, iar aceste "bilete VIP" pot fi achiziționate de oricine.